# Honjo
Honjo (Japans: 本庄市, Honjō-shi) is een stad in de prefectuur  Saitama, Japan. In 2013 telde de stad 80.198 inwoners. Honjo maakt deel uit van de metropool Groot-Tokio.

## Geschiedenis
Op 1 juli 1954 werd Honjo benoemd tot stad (shi). In 2006 werd de gemeente Kodama (児玉町) toegevoegd aan Honjo.

## Partnersteden
- Kazo, Japan
- Shibukawa, Japan

Steden:
Ageo · Asaka · Chichibu · Fujimi · Fujimino · Fukaya · Gyoda · Hanno · Hanyu · Hasuda · Hidaka · Higashimatsuyama · Honjo · Iruma · Kasukabe · Kawagoe · Kawaguchi · Kazo · Kitamoto · Koshigaya · Konosu · Kuki · Kumagaya · Misato · Niiza · Okegawa · Saitama (hoofdstad) · Sakado · Satte · Sayama · Shiki · Shiraoka · Soka · Toda · Tokorozawa · Tsurugashima · Wako · Warabi · Yashio · Yoshikawa

Districten:
Chichibu · Hiki · Iruma · Kitaadachi · Kitakatsushika · Kodama · Minamisaitama · Osato
Gemeenten per district
- Library of Congress Control Number: n81003026
- MusicBrainz: fa262e80-9e86-456a-aec0-12923f9ff09f
- Bibliotheek van het Japanse parlement: 00283130
- Nationale Bibliotheek van Israël: 987007566731405171
- Virtual International Authority File: 131353885
- WorldCat: E39PBJbGXTB9c9QKKktYJtptrq